# ادین پپیک
ادین پپیک (انگلیسی: Edin Pepić؛ زادهٔ ۱۳ ژوئیهٔ ۱۹۹۱) بازیکن فوتبال اهل آلمان است.
از باشگاه‌هایی که در آن بازی کرده‌است می‌توان به باشگاه فوتبال فورتونا دوسلدورف اشاره کرد.